# ムスンメン
ムスンメン(Msemmen)は、アルジェリア、モロッコ、チュニジア等で見られる、マグリブ料理のフラットブレッドである。四角形に折り畳まれた、内部が何層にもなったパンケーキである。鉄板で調理され、蜂蜜を添え、香りの良いモーニングミントティやコーヒーとともに食べられる。肉(w:khlea)やタマネギ、トマトを詰めることもある。小さなムスンメンは、ベルベル人が起源である。

## 種類
生地を引っ張って細長くし、それを円盤状に成形したものは、チュニジアでMlewiと呼ばれる。